# 拉舒佩
拉舒佩是拉脱维亚薩爾杜斯市鎮卢特里尼堂区的村庄。该村庄位于堂区的西南部，坐落在茨埃采雷河的支流克里梅尔德河和拉舒皮泰河的沿岸，同时靠近叶尔加瓦-利耶帕亚铁路线，并且附近有一个火车站。该村庄距离堂区的行政中心卢特里尼村8 km（5.0 mi），距离薩爾杜斯镇议会厅20 km（12 mi），距离里加市137 km（85 mi）。
该村庄最早的名称是拉舒彭。在历史上，村庄由拉舒佩磨坊、拉舒佩林场和拉舒彭庄园形成。从1650年至1702年，在现今的拉舒佩磨坊有一个铁匠铺和大炮铸造厂。拉舒佩林场有时也称为利奇林场。

### 注解
1. ↑  德語：
2. ↑  拉脫維亞語：